# 農具川
農具川（のうぐがわ）は、長野県大町市を流れる信濃川水系の一級河川。仁科三湖に源を発し、同市南部で高瀬川に合流する。特に木崎湖から高瀬川までを下部農具川という。

## 概要
青木湖から南へ大町市の低地を蛇行しながら流下し、木崎湖では権現山に発する稲尾沢を、大町三日町では居谷里沢を合わせる。下流になるに従って、篭川や鹿島川から分水した堰の余水や、鹿島川扇状地の伏流水が加わって水量を増す。この河川は仁科三湖を貫流するので沈砂作用と温水作用を受け、降水時に濁流となることはない。水温も上流の湖の表層水温を反映して十二山橋付近での5月下旬の水温は16 - 17℃に達する。木崎湖の水門によって、渇水時には湖面下3メートルの範囲まで調節できるため、水量は安定し、供給の面では市内から池田町にかけての高瀬川東岸の灌漑用水を分水している。